# Abaristophora nana
Abaristophora nana är en tvåvingeart som beskrevs av Schmitz 1939. Abaristophora nana ingår i släktet Abaristophora och familjen puckelflugor. Inga underarter finns listade i Catalogue of Life.